# 都本洁
都本洁（1927年10月—2002年），男，汉族，辽宁桓仁人，中华人民共和国医学家、政治人物，河北医学院教授，河北省人大常委会原副主任，河北省政协原副主席，中国民主同盟中央委员会原常务委员，第五、六、七、八、九届全国政协委员。